# Paroisse de Saint-James
Pour les articles homonymes, voir Saint James.
La paroisse de Saint-James est à la fois une paroisse civile et un ancien district de services locaux (DSL) canadien du comté de Charlotte, située au sud-ouest du Nouveau-Brunswick. Le nom légal du DSL en français est la paroisse de Saint James. Dans le cadre de la réforme de la gouvernance locale du 1er janvier 2023, le territoire du DSL a été réparti entre la ville de Saint-Stephen et le district rural du Sud-Ouest.

## Toponyme
Saint-James fut probablement nommé ainsi parce que plusieurs paroisses du comté avait un nom en Saint et en l'honneur du palais St. James de Londres.

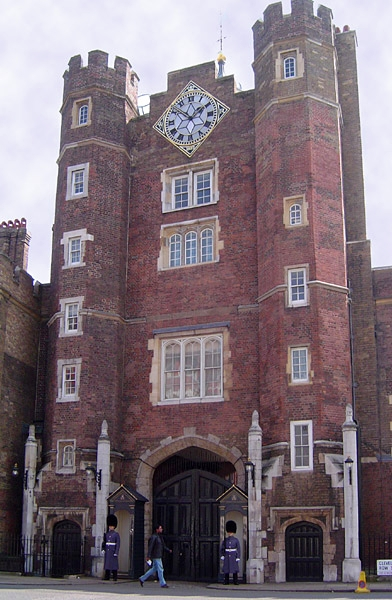
L'entrée principale du palais Saint James de Londres.

## Géographie

### Situation
La paroisse de Saint-James se trouve à l'extrémité nord-ouest du comté de Charlotte, à 94 kilomètres de route au sud-ouest de Fredericton et à 124 km au nord-ouest de Saint-Jean. Le fleuve Sainte-Croix longe l'ouest du territoire et l'état américain du Maine s'étend sur la rive opposée.
La paroisse de Saint-James est limitrophe de la paroisse de McAdam au nord, de la paroisse de Manners Sutton au nord-est, de la paroisse de Dumbarton à l'est, de la paroisse de Saint-David au sud-est, de Dennis-Weston au sud et de Western Charlotte au sud-ouest; la rive opposée du fleuve, du côté américain, est inhabitée. Les villes les plus proches sont

### Hameaux et lieux-dits
La paroisse comprend les hameaux de Andersonville, Baillie, Beaconsfield, Canoose, DeWolfe, Lawrence Station, Lynnfield, Moores Mills, Oak Hill, Watt Junction et Weeks Road.

## Histoire
Une réserve indienne de 100 hectares existe au XIXe siècle à Canoose mais n'est jamais occupée par les Malécites.
Moores Mills est fondé vers 1790 par William Moore, de St. David's.
Le premier hameau, Scotch Ridge, est fondé par des Écossais, des soldats démobilisés du régiment Ready Fencibles, du Suntherlandshire, en 1803,. C'est notamment la première localité immigrante de la province à avoir été fondée loin d'un cours d'eau navigable. La croissance de cette communauté, à laquelle se sont joints des immigrants et des gens d'autres localités, explique la fondation des autres communautés de la paroisse. La paroisse civile est érigée en 1823. Baillie est ainsi fondé en 1828 par des fermiers irlandais. Lynnfield est fondé vers 1831, à la suite de l'expansion de Saint-Stephen. Pinkerton est fondé après 1842 sur un lot arpenté pour le compte de la St. Andrew's Highland Society ; l'établissement est abandonné par la suite. Porter Settlement est arpenté en 1852 sur la route de Saint-Stephen à Little Falls mais n'est jamais colonisé. Watt Junction est fondé vers 1853 ou 1854 par des gens du comté. La localité obtient le nom actuel après 1866, lorsqu'une jonction du chemin de fer est construite à cet endroit.
La fondation d'Anderson Settlement résulte de l'expansion d'autres localités. Beaconsfield est fondé en 1878 grâce à la Free Grants Act (Loi sur les concessions gratuites) et à la croissance du comté de Charlotte. Canoose est fondé la même année grâce à cette loi; ses colons sont des néo-brunswickois, auxquels s'ajoutent quelques-uns du Maine. Oak Hill est une expansion de Scotch Ridge.
L'école élémentaire de Lawrence Station est inaugurée en 1946.
La municipalité du comté de Charlotte est dissoute en 1966. La paroisse de Saint-James devient un district de services locaux en 1967.

## Démographie
(août 2016).
D'après le recensement de Statistique Canada, il y avait 1430 habitants en 2001, comparativement à 1398 en 1996, soit une hausse de 2,3 %. La paroisse compte 598 logements privés, a une superficie de 555,97 km² et une densité de population de 2,6 habitants au km².

## Économie
Entreprise Charlotte, membre du Réseau Entreprise, a la responsabilité du développement économique.

## Administration

### Comité consultatif
En tant que district de services locaux, Saint-James est administré directement par le Ministère des Gouvernements locaux du Nouveau-Brunswick, secondé par un comité consultatif élu composé de cinq membres dont un président. Il n'y a actuellement aucun comité consultatif.

### Commission de services régionaux
La paroisse de Saint-James fait partie de la Région 10, une commission de services régionaux (CSR) devant commencer officiellement ses activités le 1er janvier 2013. Contrairement aux municipalités, les DSL sont représentés au conseil par un nombre de représentants proportionnel à leur population et leur assiette fiscale. Ces représentants sont élus par les présidents des DSL mais sont nommés par le gouvernement s'il n'y a pas assez de présidents en fonction. Les services obligatoirement offerts par les CSR sont l'aménagement régional, l'aménagement local dans le cas des DSL, la gestion des déchets solides, la planification des mesures d'urgence ainsi que la collaboration en matière de services de police, la planification et le partage des coûts des infrastructures régionales de sport, de loisirs et de culture; d'autres services pourraient s'ajouter à cette liste.

### Représentation et tendances politiques
Nouveau-Brunswick: Saint-James fait partie de la circonscription provinciale de Charlotte-Campobello, qui est représentée à l'Assemblée législative du Nouveau-Brunswick par Curtis Malloch, du Parti progressiste-conservateur. Il fut élu en 2010.
 Canada: Saint-James fait partie de la circonscription électorale fédérale de Nouveau-Brunswick-Sud-Ouest, qui est représentée à la Chambre des communes du Canada par Gregory Francis Thompson, ministre des Anciens Combattants et membre du Parti conservateur. Il fut élu lors de la 40e élection fédérale, en 1988, défait en 1993 puis réélu à chaque fois depuis 1997.

## Vivre dans la paroisse de Saint-James
L’école élémentaire de Lawrence Station accueille les élèves de la maternelle à la 5e année. C'est une école publique anglophone faisant partie du district scolaire #10. Il n'y a aucune école francophone dans le comté, les plus proches étant à Saint-Jean ou Fredericton. Les établissements d'enseignement supérieurs les plus proches sont quant à eux situés dans le Grand Moncton.
Lawrence Station et Moores Mills possède chacun une caserne de pompiers. Il y a un bureau de poste à Moores Mills.
L'église St. Thomas de Moores Mills est une église anglicane.
Les anglophones bénéficient du quotidien Telegraph-Journal, publié à Saint-Jean, et de l'hebdomadaire Saint Croix Courier, publié à Saint-Stephen. Les francophones ont accès par abonnement au quotidien L'Acadie nouvelle, publié à Caraquet, ainsi qu'à l'hebdomadaire L'Étoile, de Dieppe.

## Culture

### Personnalités
- John Warren Moore (1812-1893), ébéniste, né à Moores Mills ;